# Provincia di In Guezzam
La provincia di In Guezzam (in arabo: ولاية عين قزام) è una wilaya istituita il 18/12/2019 nel sud dell'Algeria, dopo che il gabinetto dei ministri dello Stato nordafricano ebbe approvato una legge che creava dieci nuove wilayat. Nel 2021 il presidente Abdelmadjid Tebboune ha ufficializzato la nuova suddivisione amministrativa.
È la provincia meno popolosa e più meridionale del Paese, dal momento che confina con il Niger.

## Storia
La provincia era una wilaya delegata ai sensi della legge n° 15-140 del 27 maggio 2015, che elencava i comuni ad essa annessi. Prima del 18 dicembre 2019 faceva parte della provincia di Tamanrasset.

## Società

### Evoluzione demografica
In base al censimento del 2008, la popolazione contava 11.202 abitanti su una superficie di 88.126 kmq.

## Geografia antropica

### Suddivisioni amministrative
La provincia comprende due distretti con i comuni omonimi.
| Distretto  | Comune     |
| ---------- | ---------- |
| In Guezzam | In Guezzam |
| Tinzaouten | Tinzaouten |